# Gubernáculo
Los gubernáculos «Gubernáculo» significa «parte o estructura que sirve de guía». Del latín Gubernaculum, timón o guía, Gubernare es guiar, dirigir o comandar. Es cualquier estructura que orienta o guía algo y, en anatomía, designa a las estructuras fibrosas que orientan o guían un trayecto (como es el caso del descenso de los testículos al escroto por el gubernaculum testis).

## Funciones durante el desarrollo
Durante la formación del escroto y labios mayores en machos y hembras, respectivamente, el gubernáculo testis ayuda en el descenso de las gónadas (tanto de los testículos, como de los ovarios). En la histogénesis dental, el gobernáculo dentis juega un papel fundamental de la misma manera que en el folículo dental
Los testículos descienden más que los ovarios, para finalmente pasar a través del canal inguinal. 

## Estructura genitourinaria en adultos
El gubernáculo está presente sólo durante el desarrollo del sistema genitourinario, siendo reemplazado por vestigios en machos y hembras. Son pliegues de peritoneo adheridos caudalmente a las gónadas. 

### Machos
- La parte superior del gubernáculo degenera.
- La parte inferior persiste como el gubernáculo testicular (gubernaculum testis) o ligamento escrotal. Este ligamento transcurre desde el testículo a la parte inferior del escroto, limitando su libertad de movimiento dentro del escroto.

### Hembras
- La parte superior, junto con la vena y arteria ovárica forman el ligamento suspensorio del ovario, el cual suspende el ovario en la cavidad pélvica.
- La parte baja tiene dos vestigios, el ligamento ovárico y el ligamento redondo los cuales mantienen al ovario y al útero en sus posiciones en la cavidad pélvica.

## Papel en humanos

### Dental
El gubernaculum dentis es una estructura anatómica, descrita en la literatura como una vía de erupción desde el folículo dentario hasta la encía de los dientes permanentes. Es un conducto formado de la lámina dental forman hebras proteicas dentro de la pista del gubernaculum dentis, particularmente en la dentición mixta, por lo que es considerada una guía de erupción de los dientes de segunda dentición. Sus funciones juegan un papel importante en la histogénesis dental y del folículo dental.  Histológicamente, consiste en una banda fibrosa que discurre por el canal óseo que conecta el tejido folicular pericoronal del diente de sucesión con la encía suprayacente. Por lo general, se abre en la cresta del hueso alveolar detrás de los dientes deciduos. Radiográficamente, aparece como un tracto corticado de baja densidad, contiguo al folículo dental de un diente no erupcionado. Además, la estructura se encuentra en el hueso esponjoso del maxilar y la mandíbula.
Contiene una concentración de proteínas fibroepiteliales de la lámina dental, y de ahí surge su importancia en la patogénesis de lesiones como el ameloblastoma, queratoquiste odontogénico, quiste dentígero y tumor odontogénico adenomatoide, que surgen de los restos de la lámina dental.

### Descenso testicular
El gubernaculum testis, un tejido mesenquimatoso que se extiende desde los testículos fetales y el epidídimo hasta el escroto en desarrollo, tiene un papel en el descenso epidídimo-testicular. Juega un papel de guía para el epidídimo, descendiendo antes que los testículos y expandiendo el canal inguinal.
El descenso testicular al escroto implica reordenamientos anatómicos complejos y regulación hormonal, en donde el gubernaculum es una estructura clave. Este sufre la «reacción de hinchazón» en la fase transabdominal y migra activamente fuera de la pared abdominal hacia el escroto en la fase inguinoescrotal. La hormona similar a la insulina 3 (Insl3) es el principal regulador de la primera fase, posiblemente aumentada por la hormona antimülleriana (AMH), y la regresión del ligamento suspensorio craneal por la testosterona. La fase inguinoescrotal está controlada por los andrógenos que actúan directamente sobre el gubernaculum e indirectamente a través del nervio genitofemoral y la liberación del péptido relacionado con el gen de la calcitonina de sus fibras sensoriales. El crecimiento del gubernaculum y la elongación del escroto tiene muchas similitudes con un brote de miembro embrionario.
La criptorquidia se produce debido tanto a la falta de migración congénita como a la falta de elongación del cordón espermático después del nacimiento. El desarrollo de células germinales después del nacimiento está alterado en la criptorquidia congénita.